# 사전의 역사
이 문서는 사전의 역사를 다룬다.

## 초기 사전
발견된 가장 오랜 사전은 BC 2300년경 쓰인 아카드 제국의 쐐기문자 조각으로, 수메르어와 아카드어의 대역쌍 목록이다. 우라 후불루 용어집(Urra=hubullu glossary)이라 불리는 이 사전의 이름은 용어집의 첫머리에 나오는 '이자가 붙는 채무'라는 단어에서 유래했다. 한자어 사전에서 가장 오랜 것은 BC 3세기 경으로 추정되는 이아다. 이국어 사전이 아닌 단일어 사전 중에서는 가장 오래된 것이다. BC 8세기경의 사주편(史籀篇)을 더 오랜 사전으로 보는 견해도 있지만 대체로 이것은 한자 자형의 서예학습서로 보는 견해가 더 많다. BC 4세기의 필레타스는 '뒤섞인 단어장'(Disorderly Words, Ἄτακτοι γλῶσσαι, Átaktoi glôssai)이라는 기념비적인 저술을 남겼는데 이것은 호메로스 작품이나 다른 문학작품들에 나오는 단어, 사투리, 전문용어들의 뜻풀이를 담은 책이었으나 일부만 남아있고 사라졌다. 1세기경의 소피스트인 아폴로니우스(Apollonius the Sophist)도 호메로스 작품 용어집을 남겼는데 이는 지금도 남아있는 가장 오래된 작품이다. 가장 오랜 산스크리트어 사전은 4세기경에 아마사 신하(Amara Sinha)가 남긴 아마라코샤(Amarakośa)로 1만단어 가량이 운문으로 적혀있다. 일본의 가장 오랜 사전은 9세기경의 전례만상명의(篆隷萬象名義)로 한자사전이다. 일본서기에 따르면 7세기에 신자(新字)라는 한자사전이 있었다고 하나 현재는 남아있지 않다.
아랍어 사전은 8~14세기에 편집되기 시작했으며 가나다순이거나, 각운에 맞추거나, 어근의 가나다순으로 배열되는 등 목적에 따라 분화되었다. 가나다순 사전은 꾸란이나 하디트의 전문용어들을 설명하는 것이었다. 이븐 만주르(Ibn Manzur)의 리산 아랍어 대사전(Lisan al-`Arab, 13세기)이나 al-Qamus al-Muhit (14세기) 등은 어근의 가나다 순으로 배열되었다. al-Qamus al-Muhit는 아랍어로 된 첫 번째 핸드북 사전으로 예문을 빼버리고 어휘와 정의만 실었다.

## 유럽의 사전
근대 유럽의 사전들은 이중언어 사전으로 시작했다. 1502년에 나온 언어학자이자 수사인 암브로조 깔레피노(Ambrogio Calepino)의 코르누코파이아(Cornucopia)가 그것인데 이중언어사전이라기 보다는 다국어사전이다. 라틴어를 라틴어, 이탈리아어, 영어, 불어, 독어로 설명하는 구성을 가지고 있다. 1502년에 초판이 1772년에 마지막판이 나왔던 당대의 가장 강력한 사전이었으며 지금도 이탈리아어 calepino는 사전이라는 뜻을 가지고 있다. 1532년에는 프랑스의 인쇄업자 로베르 에띠엔느(Robert Estienne)가 라틴어 유의어사전을 내었고 그의 아들 앙리 에띠엔느(Henri Estienne)는 1572년에 그리스어 유의어사전을 내었다. 1612년에 이탈리아어 사전인 쿠르스카 학회 단어집(Vocabolario dell'Accademia della Crusca)이 나왔으며 이는 이후 불어, 스페인어, 영어에서도 유사한 사전이 나올 모델이 되었다. 1712년에서 21년 사이에 라파엘 블루토(Raphael Bluteau)는 포르투갈어-라틴어 단어집(Vocabulario portughez e latino)를 썼고, 1780년에 스페인 한림원(Real Academia Espanola)에서 에스파냐어 사전(Diccionario de la lengua espanola)의 초판이 나왔다. 포르첼리니(Egidio Forcellini)는 1777년에 이후 유사 사전들을 다수 출간하게 만든 토티우스 라틴어 단어집(Totius Latinitatis lexicon)을 내었다.
헨리 조지 리델(Henry George Liddell)과 로버트 스콧(Robert Scott)이 발간한 그리스어-영어 단어집(A Greek-English Lexicon)의 초판은 1843년에 나왔다. 이는 20세기 말까지 그리스어 사전의 기본으로 남았다. 1858년에 1권이 나온 그림 형제(Brothers Grimm)의 독일어 대사전(Deutsches Wörterbuch)는 1961년이 되어서야 완간되었다. 1861년과 74년 사이에 니콜로 토마세오(Niccolò Tommaseo)의 이탈리아어 사전(Dizionario della lingua italiana)이 출간되었고, 1863년에 네덜란드어 대사전(Woordenboek der Nederlandsche Taal)의 1권이 나왔는데 이는 1998년에 완료되었다. 1863년에는 블라디미르 이바노비치 달(Vladimir Ivanovich Dahl)이 러시아어 대사전(Explanatory Dictionary of the Living Great Russian Language)을 내었고, 1880년부터 만들던 두덴 사전(The Duden dictionary)은 현대 독일어 철자의 기틀을 잡았다. 1898년에 1권이 출간된 스웨덴 한림원 사전(Svenska Akademiens ordbok)은 지금도 작업 중이다.
프랑스어 사전의 역사적 목록을 개조식으로 나열해본다.
- Jean Nicot, Thrésor de la langue française(1606) : 의미, 정의, 철자법 등을 고민한 첫번째 사전
- Randle Cotgrave, A Dictionarie of the French and English Tongues(1611) : 불영사전
- César-Pierre Richelet, Dictionnaire françois(1680)
- 앙투안 퓌르티에르(Antoine Furetière)는 프랑스어 보편 사전(Dictionnaire Universel)을 만들었으며 그의 사후 1690년에 출간되었다.
- 1694년에 아카데믹 프랑세즈 사전(Dictionnaire de l'Académie française)의 초판이 나왔다. 리슐리외가 직접 개입해 만든 이 사전은 1935년에 전면개정 8판이 나올 정도로 프랑스어의 대표적인 사전이다.
- Nouveau Dictionnaire de la langue française(1856) : 라루스 출판사
- 에밀 리트레(Émile Littré) 프랑스어 사전(Dictionnaire de la langue française)은 1863년과 72년 사이에 발간되었다.
- Frédéric Godefroy, Dictionnaire de l’ancienne langue française du IXe siècle au XVe siècle(1881)

## 영어권 사전
영어권의 가장 오랜 사전류는 불어, 이탈리아어, 라틴어 어휘를 영어로 간략하게 설명한 용어집 형태였다. 알파벳순으로 정리하지 않은 것 중에선 리처드 멀캐스터(Richard Mulcaster)가 1592년에 출간한 엘레멘터리(Elementarie)다. 알파벳순으로 정리된 첫 번째 영어사전은 로버트 코드리(Robert Cawdrey)가 1604년에 출간한 알파벳 테이블(A Table Alphabeticall)이다. 유일본이 옥스포드의 보들리 도서관(Bodleian Library)에 있다. 이후 많은 유사 사전이 나왔으나 부실한 내용을 담은 것이 다수였다.
4대 체스터필드 공작이었던 필립 스탠호프(Philip Stanhope)는 1754년에 코드리의 사전 이후 150년이 지나도록 나아진 것이 없음을 개탄하며 네덜란드나 독일의 사전보다 더욱 체계적인 사전이 필요하다고 말했다. 그는 실천으로 옮겼는데 문호 사뮤엘 존슨(Samuel Johnson)을 후원해 사전을 만들게 한 것이다. 존슨의 영어사전(A Dictionary of the English Language, 1755)은 영어사전의 역사에서 한 이정표였다. 사전다운 신뢰도를 획득한 첫 번째 사전이라 할 수 있으며 그래서 많은 이들이 지금도 사전을 처음 만든 사람은 사뮤엘 존슨이라 생각하고 있다. 이전까지의 사전은 대부분 유사 어휘들을 분류해서 기술하는, 기린 옆에 사자를 나열하는 그런 방식이었는데 존슨은 그 모든 어휘를 예외없이 알파벳 순으로 나열하여 첫 번째 근대적인 사전을 완성했다.
옥스포드 영어사전(Oxford English Dictionary, OED)이 나오기 전까지 사뮤엘 존슨의 사전은 150년 이상 영어의 규범으로 남았다. 분책되어 출간되던 OED는 1928년이 되어서야 초판이 완간되었다. OED는 지금도 가장 영향력있는 영어사전으로 3개월마다 꾸준히 갱신되고 있다. OED는 여러 사람들의 기여를 모아 만들어졌는데 개인 중 가장 큰 기여를 한 인물은 윌리엄 체스터 마이너(William Chester Minor)로 정신병동에 갇힌 살인자였다.
1806년 노아 웹스터(Noah Webster)가 자신의 첫 사전인 간략 영어사전(A Compendious Dictionary of the English Language)을 내었다. 다음해부터 그는 확장판을 만들기 시작했는데 미국 영어사전(An American Dictionary of the English Language)은 25년이 지나서야 겨우 작업이 마무리되었다. 어원부분을 서술하기 위해 웹스터는 고대영어, 그리스어, 라틴어, 산스크리트어 등 26개국어를 공부할 정도로 열정을 쏟았다. 그 사전은 7만 어휘를 담고 있었으며 이중 12000개는 신어였다. 그는 영국식 철자가 불필요하게 복잡하다고 보아 간략하게 고쳤다. color/colour, wagon/waggon, center/centre 등이 그것이다. 그는 skunk나 squash 같은 미국식 신어들도 포함시켰다. 1828년에 70세의 고령으로 사전을 출간했으며 2500부가 팔렸다. 1840년에 2판이 간행되었다. 웹스터는 미국의 주체성을 명시화하려는 의도를 가지고 있었으며 이후 연구에 따르면 웹스터 사전의 뜻풀이에 의지해 시인들이나 문인들이 좀 더 독자적이고 애국적인 형태의 글쓰기를 하게 되었다.